# Magda Tagliaferro
Magdalena Maria Yvonne Tagliaferro ORB • GOI • ONLH • OAL, mais conhecida como Magda Tagliaferro (Petrópolis, 19 de janeiro de 1893 — Rio de Janeiro, 9 de setembro de 1986) foi uma pianista franco-brasileira, considerada uma das grandes do século XX.

## Origens
Nasceu na região serrana do Rio de Janeiro onde seus pais, o pianista francês Joseph Paul Tagliaferro e Louise Hergenröder, passavam férias de verão. Seu avô paterno, Giovanni Antonio Onorato Tagliaferro, era italiano. Sua avó paterna, Mélanie Fahys, francesa. Cresceu na cidade de São Paulo, onde seu pai lecionava técnicas de piano.

## Carreira
Aos treze anos ganhava o Primeiro Prêmio do Conservatório Nacional de Paris. Apresentava regularmente concertos na França e em outros países da Europa, além do Brasil e Estados Unidos. Foi professora em Paris, São Paulo e Rio de Janeiro. Recebeu vários prêmios e condecorações nacionais e internacionais. Em novembro 1928 gravou o primeiro disco. Desenvolveu uma técnica de ensino muito particular e foi criadora do que hoje chamamos de Aula Pública, que visa a educação dos alunos e a formação do público. Em 1940 fundou a Escola Magda Tagliaferro e em 1969 constituiu a Fundação Magda Tagliaferro. Para ela, o homem só poderia ser verdadeiro se, em seu desejo de perfeição, aceitasse e, até mesmo, tirasse partido de sua falibilidade.
Seu último aluno bolsista em Paris, o pianista e produtor paulista Fábio Caramuru, vem coordenando uma série de projetos culturais em sua memória, a convite da Fundação Magda Tagliaferro.

### Reconhecimento
Seu nome brilha ao lado de artistas como Arthur Rubinstein, Vladimir Horowitz, Claudio Arrau, Antonieta Rudge, Guiomar Novais e Marguerite Long. A pianista impôs uma nova concepção de sonoridade feminina no teclado. Exímia intérprete, tornou-se uma referência interpretativa. Foi um símbolo da arte de tocar piano, uma personalidade de energia contagiante, um talento exuberante, un "interprete de lenda". Desde sempre foi reverenciada pela crítica. Desenvolveu uma brilhante carreira artística, sem nunca esquecer da missão pedagógica. Segundo ela, não há gênio no mundo que resista à falta de estudo.
Em 1976, durante um concerto em São Paulo, foi agraciada com a Ordem do Ipiranga, no grau Grande Oficial.
 Magda Tagliaferro escreveu um livro de memórias intitulado: "Quase tudo... (Memórias). Escreveu-o em francês e foi traduzido para o português pela pianista e tradutora Maria Lúcia Pinho. Editora Nova Fronteira, Rio de Janeiro, 1979.

## Discografia

### Relançamentos em CD
- 1991 Magda Tagliaferro Revival (Brasil) ECHO (Realizado por Fábio Caramuru, Grande Prêmio da Crítica APCA 1991)
- 1991 Villa-Lobos par lui-même (França) EMI (caixa de 6 CDs)
- 1993 Le piano français de Chabrier à Debussy (Japão) Erato
- 1994 Magda Tagliaferro, grande dame du piano français' (França) Philips (caixa de 3 CDs)
- 1994 Piano brasileiro (Brasil) Funarte (CD duplo)
- 1996 Magda Tagliaferro (França) EMI (CD duplo)
- 1997 Classiques favoris (França) Sony
- 1997 A Arte pianistica de Magda Tagliaferro (Brasil) Echo
- 1998 Magda Tagliaferro volume 1 (França) Dante
- 1998 Magda Tagliaferro volume 2 (França) Dante
- 2000 Magda Tagliaferro (Brasil) Master Class
- 2001 Magda Tagliaferro (Reino Unido) Pearl
- 2001 Robert Schumann - Andante
- 2003 The Most Relaxing Piano Album in the World...Ever! - EMI Classics
- 2004 Masters of the Keyboard - DGG
- 2004 Fréderic Chopin' - Solo Piano - Volume I - Andante

### Outros títulos
As seguintes gravações em 78 rpm ou 33 rpm (ou partes de 33 rpm) não foram relançadas em CD:
- 1930 Mozart - Concerto N° 26 "Coronation", Orchestre Pasdeloup, Hahn cond. - Decca France
- 1934 Fauré - Sonata for violin and piano N° 1, w/ Denise Soriano, violin - Pathé
- 1934 Bizet/Girard - Adagietto (l'Arlésienne) for violin and piano - Paradis/Dushkin
- 1934 Schubert - Die Biene for violin and piano, w/ Denise Soriano, violin - Pathé
- 1934 Fauré - Andante for violin and piano / Bach/Kreisler - Prelude of Partita N° 3, w/ Denise Soriano, violin - Pathé
- 1936 Porpora/Kreisler - Menuet, w/ Denise Soriano, violin - Pathé
- 1936 Tartini/Salmon - Sonata for violin and piano in C w/ Denise Soriano, violin - Pathé
- 1938 Mozart - Sonata K576 / Bach/Saint-Saëns - Sinfonia of cantata N° 29 BWV29 - Pathé
- 1951 Falla - Danza espanola N° 1 (la Vida breve) - Albéniz Triana
- 1951 Récital Magda Tagliaferro - Ducretet-Thomson
- 1961 Beethoven - Sonatas for piano and violin Op 24 "Springtime" and Op 46 "to Kreutzer" w/ Manoug Parikian, violin - R Geneva
- 1972 Magda Tagliaferro interpreta Villa-Lobos - Angel Brazil
- 1972 Magda Tagliaferro interpreta Chopin - Angel Brazil
- 1973 Debussy - 12 preludes: Danseuses de Delphes, Voiles, Les Collines d'Anacapri, La Sérénade interrompue, La Cathédrale engloutie, La Puerta del Vino, La Terrasse des audiences au clair de lune, Les Tierces alternées, Bruyères, General Lavine - eccentric, Ondine, Feux d'artifice
- 1973 Chabrier - Idylle, Scherzo-valse / Fauré - Nocturne N° 6, Impromptu N° 5 / Franck - Prélude, choral et fugue
- 1974 Albéniz - Sevilla, Evocation, Triana / Granados - Rondalla aragonesa, Quejas o la Maja y el ruisenor / Falla - Danza del molinero (La Vida breve), Danza espanola N°1 (La Vida breve)
- 1979 Chopin - Ballade N° 4 / Debussy - L'Isle joyeuse / Hahn - Les Rêveries du prince Eglantine / Schumann - Intermezzo (Faschingsschwank aus Wien), Carnaval Op 9
- 1981 Fauré - Dolly, Ballade w/ Daniel Varsano, piano